# Langenberg (Habichtswald)
Der Langenberg, aufgrund seiner mehreren und recht weit auseinander liegenden Berge im Volksmund auch Langenberge genannt, ist ein gut 22 km² großer und am Schwengeberg 556,7 m ü. NHN hoher Mittelgebirgszug und Naturraum des Habichtswälder Berglandes im Landkreis Kassel und Schwalm-Eder-Kreis in Nordhessen.
Den eigentlichen und diesen Namen rechtfertigende Langenberg bildet der Bergkamm, der sich vom Saukopf (511 m, ⊙) nach Südsüdosten über Schwengeberg, Laufskopf, Bensberg und Bilstein bis hin zum Kammerberg zieht und die östliche Wasserscheide des Eder-Zuflusses Ems zu Bauna und Pilgerbach darstellt. Im gleichnamigen Naturraum wird diese Kammlinie um die sich westlich und östlich fortsetzende Bewaldung ergänzt bzw., im Südosten, um die sich anschließenden, höher gelegenen Landschaftsteile westlich des Kasseler Beckens.

## Geographie

### Lage
Der Langenberg liegt im Süden des Habichtswälder Berglandes. Sein Nordteil befindet sich im Landkreis Kassel und der Südteil (Gudensberger Wald) im Schwalm-Eder-Kreis. Im Naturpark Habichtswald dehnen sich beide Teile westlich bis südwestlich der Stadt Baunatal aus.
Nordöstlich der Langenberge liegt, jenseits der Hoofer Pforte mit der Burgruine Schauenburg (499,9 m) und dem sich östlich an diese anschließenden Tal der Bauna, der Hohe Habichtswald. In Richtung Osten fällt die Landschaft über das Stadtgebiet von Baunatal und entlang des darin verlaufenden Unterlaufs der Bauna zur Fulda hin ab. Nach Südosten und Süden fällt das Gelände der Langenberge über Gudensberg und Edermünde zum Tal der Eder ab, in Richtung Südwesten zum Tal des Eder-Zuflusses Ems, während sich in nordwestliche Richtungen die Hinterhabichtswälder Kuppen nahtlos anschließen. Unmittelbar östlich davon und noch in nordwestliche Richtungen verlaufend folgt die Habichtswälder Senke, die die Kuppen deutlich vom Hohen Habichtswald trennt.

### Naturräumliche Zuordnung
Der Langenberg bildet in der naturräumlichen Haupteinheitengruppe Westhessisches Bergland (Nr. 34), in der Haupteinheit Habichtswälder Bergland (342) und in der Untereinheit Habichtswald (mit Langenberg) (342.0) den Naturraum Langenberg (342.02).

### Berge
→ siehe auch: Liste von Bergen und Erhebungen des Naturparks Habichtswald
Höchste Erhebung der Langenberge ist der Schwengeberg mit 556,7 m Höhe.
Nachfolgend sind die Kuppen des Langenbergs und der nördlich angrenzenden Hoofer Pforte entlang der Hauptwasserscheide, von Norden nach Süden geordnet, mit Höhen in Meter (m) über Normalhöhennull (NHN; wenn nicht anders genannt laut ); Ableger nach Osten (O) und Westen (W) sind eingerückt und außerhalb des Naturparks Habichtswalds gelegene Berge mit einem Stern (*) versehen:
- Hoofer Pforte
  - Lindenberg (485,9 m)
  - Großer Schönberg (482,8 m)
  - Kleiner Schönberg (ca. 442 m)
  - Burgberg (Schauenburg) (499,9 m), bei Schauenburg-Hoof, Landkreis Kassel, mit Resten der Burgruine Schauenburg
- Langenberg/e
  - Saukopf (511,4 m), zwischen Schauenburg-Breitenbach, -Elmshagen und -Hoof, Landkreis Kassel
  - Essigberg (ca. 470 m), bei Schauenburg-Elmshagen, Landkreis Kassel
  - Schwengeberg (556,7 m), Schwalm-Eder-Kreis, bei Niedenstein-Ermetheis
    - (O) Burgberg (Baunatal) (439,6 m), bei Baunatal-Großenritte, Landkreis Kassel; mit Ringwall

  - Laufskopf (534,8 m), Schwalm-Eder-Kreis, bei Niedenstein-Ermetheis
  - Bensberg (464,8 m), bei Edermünde-Besse, Schwalm-Eder-Kreis
  - Bilstein (ca. 460 m),[2] bei Edermünde-Besse, Schwalm-Eder-Kreis, mit Ringwall
  - Kammerberg (360,8 m), bei Niedenstein-Metze, Schwalm-Eder-Kreis
    - (W) Junkerskopf * (284,2 m),[3] bei Niedenstein-Metze, Schwalm-Eder-Kreis

  - Großer Wachenkopf * (333,1 m), bei Niedenstein-Metze, Schwalm-Eder-Kreis
  - Kleiner Wachenkopf * (ca. 327 m), bei Niedenstein-Metze, Schwalm-Eder-Kreis

### Fließgewässer
Zun den Fließgewässern in und an den Langenbergen gehören:
- Bauna, Zufluss der Fulda
- Ems (tangiert die Langenberge im Nordwesten), Zufluss der Eder
- Goldbach, Zufluss der Ems
- Leisel, Zufluss der Bauna
- Lützel, Zufluss der Bauna
- Matzoff, Zufluss der Ems
- Pilgerbach, Zufluss der Eder
- Wiehoff, Zufluss der Ems

### Ortschaften
Ortschaften im Bereich der Langenberge sind:
- Schauenburg, Landkreis Kassel
- Niedenstein, Schwalm-Eder-Kreis
- Baunatal, Landkreis Kassel
- Edermünde, Schwalm-Eder-Kreis
- Gudensberg, Schwalm-Eder-Kreis

## Geschichte
Die überwiegend bewaldeten Langenberge waren schon vor langer Zeit bewohnt, worauf mindestens zwei alte Ringwallanlagen schließen lassen, wovon die eine auf dem Bilstein (westlich von Edermünde-Besse) und die andere auf dem Burgberg (westlich von Großenritte) liegt.

## Langenbergrennen
Auf der Ostflanke des in den Langenbergen liegenden Laufskopfs wurden von 1965 bis in die späten 1980er Jahre viele Bergrennen ausgetragen, die in die Wertung der deutschen Bergmeisterschaft eingingen. Als weithin bekannte Langenbergrennen führten sie auf der Landesstraße 3219 vom südwestlichen Ortsrand von Großenritte, mit Start auf etwa 235 m Höhe zum Ziel auf der höchsten Stelle der Straße auf rund 410 m Höhe, die auf dem Scheitel der Berglandschaft zwischen dem Laufskopf und Bensberg beim Wandererparkplatz Bensberg liegt. Zum Beispiel holte der Kasseler Johannes Breuer (Mercedes 190 E), der Sieger der Gruppe A über 2000 cm³ wurde, am 5. Oktober 1986 den Gesamtsieg.

## Windpark
Der in den Langenbergen geplante Windpark soll voraussichtlich aus 5 Windkraftanlagen mit 140 bis 150 m Nabenhöhe bestehen. Am interkommunalen Projekt sind als Kommunen Baunatal, Edermünde, Niedenstein und Gudensberg beteiligt. Die Investitionen sollen zwischen 22,7 und 26,2 Millionen Euro liegen. Das Projekt soll Anfang 2015 an das Netz angeschlossen werden.

## Verkehr und Wandern
Durch die Langenberge führen jeweils Abschnitte der Landesstraßen 3218 (Metze−Besse) im Süden und 3219 (Ermetheis−Großenritte) im Mittelteil, wobei die zuletzt genannte Straße Teil der Deutschen Märchenstraße ist, sowie die Wanderwege Brüder-Grimm-Weg, Ederseeweg, Habichtswaldsteig, Herkulesweg und Kassel-Steig; nördlich vorbei verlaufen der Baunapfad und Märchenlandweg.